# ユビキタスコンピューティング
ユビキタスコンピューティング（ubiquitous computing）は、コンピュータがいたる所に存在（遍在）し、いつでもどこでも使える状態をあらわす概念である。

## マーク・ワイザーの提唱
ユビキタスコンピューティングは、パロアルト研究所のマーク・ワイザーによるサイエンティフィック・アメリカンの記事"The Computer for the 21st Century"で、コンピューターが「環境にすっかり溶け込み消えてしまう」というあり方を示す用語として使われた。
なお、後に（2002年）石井裕は「辞書的な意味が転じて、日本のメディアでは『いつでも・どこでも』ネットアクセスできる多様性に富んだモバイル・コンピューティングという意味で使われているように見え」「ユビキタスの文脈は今ひどく混迷している」と評している（ただし、ヒューマンインタフェース学会の学会誌への寄稿という文脈においてそのように書いたものであり、ヒューマンインタフェース研究という文脈がある）。
また、「あらゆる場所であらゆるモノがネットワークにつながる」ことはユビキタスネットワークと呼ばれるようになった。ユビキタスコンピューティングやユビキタスネットワークが広まった当初はおもに、移動体通信や無線などにより携帯電話や携帯情報端末（PDA）などの持ち運び可能な機器をコンピュータネットワークと接続することが想定された。

## 坂村健の提唱
坂村健はTRONプロジェクトにおいて、1980年代後半、そのグランドデザインとしてHFDS（Highly Functionally Distributed System、超機能分散システム）というものを提唱した。時間的にはこちらが「ユビキタスコンピューティング」に先行しているが、ユビキタスコンピューティングの語が広まった後は（坂村自身が広めていた、という面もあるが）、それを指してユビキタスと言うことも多い（というより、専らユビキタスと言っている）。
坂村は、携帯電話などにとどまらずあらゆるモノにコンピュータが組み込まれ、コンピュータ同士が協調動作することに力点を置いた。それにより、人間はコンピュータの存在を意識することなく、高い利便性を得られる。具体的には、以下のような例が挙げられている。
- 薬ビン自体にコンピュータを内蔵させ、併用すると著しい副作用のある薬を一緒に飲もうとすると、薬ビンから携帯電話に電話がかかってきて警告を発してくれる
- ゴミになるモノにコンピュータを取り付けておき、焼却炉と交信を行い処理方法を決定する
- 衣服にコンピュータを取り付け、体温を測定することで、空調を調節する
- 電脳住宅。ユビキタス社会につながる実証実験がなされた

### ユビキタスとIoT
モノのインターネット（IoT）の概念はユビキタスと同じであり、TRONが元祖であることを坂村健は主張している。

### 学会等
- PerCom
- Ubicomp
- IEEE Pervasive Computing